# Bartholdskrug
Der Bartholdskrug ist ein unter Denkmalschutz stehendes Profangebäude in Lipperreihe, einem Ortsteil von Oerlinghausen im nordrhein-westfälischen Kreis Lippe. Das Fachwerkhaus ist mit der Nummer 50 als Baudenkmal in die städtische Denkmalliste eingetragen. Der von alten Eichen und Linden umgebene Gasthof liegt am Hellweg in Lipperreihe. Der Türsturzbalken über dem Hauseingang trägt die Inschrift: Cord Henrich Grote und seine Ehefrau Catrina Barkhausen haben das Haus lassen bauen vor ihren Sohn Barthold Anno 1713. Seitdem wurde die Gaststätte Bartholdskrug genannt.

## Geschichte
Der Bartholdskrug liegt am ehemaligen Hellweg, einer von Friesland über Osnabrück, Bielefeld und Paderborn nach Kassel führenden Handels- und Heerstraße. Sie durchquerte die damals nahezu menschenleere Senne zwischen Bielefeld und Paderborn. Als die Fürsten im Mittelalter die Grenzen ihres Herrschaftsbereichs immer genauer festgelegt hatten, erhielten die lippischen Grafen das Recht, Zölle zu erheben. In der Folge wurden an den Grenzübergängen zur Grafschaft Lippe Zollstationen errichtet. Um 1713 wurde Cord Barthold Grote herrschaftlicher Zollverwalter und bot darüber hinaus die Beherbergung und Verköstigung der Reisenden an. Damals wurden die Waren in zweirädrigen Karren über den Hellweg transportiert, die die Händler des Nachts in langen Reihen vor dem Bartholdkrug abstellten.
Die beste Zeit erlebte der Krug, als der Warenverkehr nach Ravensberg durch verschärfte Zollsperren zum Erliegen kam. Damals entwickelte sich der Bartholdskrug zu einem bekannten Schmugglertreffpunkt, über den die Schmuggler im Dunklen die wertvollen Kolonialwaren nach Preußen brachten. Das Schmuggelgut kam von Bremen die Weser hinauf bis nach Erder, dem lippischen Weserhafen. Von dort wurde es in die Senne im lippischen Südwesten und über den Bartholdskrug heimlich über die Grenze geschafft. Als Lippe im Jahr 1842 der Zollvereinigung beigetreten war, hatte das Schmuggelgeschäft ein Ende und der Krug wurde wieder eine normale Gaststätte in der Senne.